# San Nicolás de los Arroyos
San Nicolás de los Arroyos ist eine Stadt in der Provinz Buenos Aires in Argentinien. Sie hat etwa 133.000 Einwohner und ist sowohl als Hafen- und Industriestadt (Metallindustrie, Agrarindustrie) als auch als Pilgerort bekannt.

## Geografie
San Nicolás de los Arroyos liegt etwa 230 Kilometer nordwestlich der Hauptstadt Buenos Aires am Paraná innerhalb des so genannten Industriekorridors Argentiniens, der sich vom Großraum Rosario bis nach La Plata erstreckt. Die Stadt ist von der sogenannten Pampa ondulada umgeben, die im Gegensatz zum Rest der Pampa nicht vollständig flach, sondern leicht hügelig ist.
Verkehrstechnisch ist San Nicolás de los Arroyos an die Schnellstraße zwischen Rosario und Buenos Aires, sowie die Nuevo Central Argentino Eisenbahnlinie angebunden. Über letztere wird aber fast ausschließlich Güterverkehr abgewickelt. Darüber hinaus verfügt die Stadt über einen der wichtigsten für Frachtschiffe geeigneten Häfen am Paraná.

## Geschichte
San Nicolás de los Arroyos wurde am 14. April 1748 von Rafael de Aguiar gegründet, der die Stadt nach Saint Nicholas von Bari benannte, dem heutigen Schutzpatron.
Durch seine Lage am Rande der Provinz Buenos Aires und zweier anderer argentinischer Provinzen wurde San Nicolas de los Arroyos zu einem wichtigen Austragungsort der Auseinandersetzungen zwischen Zentralisten (Unitarios) und Föderalisten. In der Folge dieser Auseinandersetzungen wurde in San Nicolás de los Arroyos am 31. Mai 1852 eine Übereinkunft zwischen 13 Provinzen unterschrieben der als "Acuerdo de San Nicolás de los Arroyos" den Weg für die 1853 entstandene Verfassung Argentiniens ebnete.
Im Jahr 1947 wurde das römisch-katholische Bistum San Nicolás de los Arroyos mit Sitz in San Nicolás errichtet. Die Kathedrale ist St. Nikolaus von Bari geweiht.
Am 22. Mai 2016 wurde eine angebliche Marienerscheinung in San Nicolás de los Arroyos durch den zuständigen Diözesanbischof, Msgr. Hector Sabatino Cardelli, durch die katholische Kirche anerkannt. 

## Söhne und Töchter
- Irma Urteaga (1929–2022), Komponistin
- Omar Sívori (1935–2005), argentinisch-italienischer Fußballspieler und -trainer
- Daniel Cámpora (* 1957), Schachspieler
- Leo Franco (* 1977), Fußballspieler
- Gastón Lezcano (* 1986), Fußballspieler
- Juan Musso (* 1994), Fußballspieler
- Ulises Ortegoza (* 1997), argentinisch-chilenischer Fußballspieler